# Maniguin Island
Maniguin Island ist eine Insel der Provinz Antique auf den Philippinen. Sie ist auch bekannt unter den Namen Maningning- und Hammerhead Island. Maniguin Island liegt ca. 43 km vor der Westküste der Insel Panay in der Cuyo East Passage, einem Seegebiet im Norden der Sulusee. Die Insel hat eine Fläche von ca. 1,4 km² und wird von der Stadtgemeinde Culasi aus verwaltet. Bei der Volkszählung 2007 wurden 535 Einwohner registriert. Die Sitios Pamiliskadan, Luyo, Rikudo und Bil-at bilden zusammen den Barangay Maniguin Island.
Maniguin Island sind zahlreiche Korallenriffe und Seegraswiesen vorgelagert. Die Bewohner der Insel kultivieren Seegräser der Art Kappaphycus alvarezii in einem Demonstrationsprojekt auf einer Fläche von 50 Hektar. Unterstützt wird das Projekt von der SEAFDEC/AQD Institutional Repository (SAIR). Die Topographie der Insel ist flachhügelig, zahlreiche Wanderwege durchqueren die Insel. Auf der Insel stehen zwei Leuchttürme, der ältere wurde 1906 eingeweiht. Er wurde durch einen modernen Leuchtturm ersetzt, der von Solarpaneln mit Energie versorgt wird.
Auf der Insel stehen die Maniguin Elementary School, das Maniguin Day-Care Center und für die Gesundheitsversorgung wurde die Maniguin Health Institution eingerichtet. Eine Fährverbindung zur Insel besteht vom Hafen in Culasi aus, die Fahrzeit dauert ca. 4 Stunden.